# Пирамида (архитектура)
Вижте пояснителната страница за други значения на Пирамида.
Пирамидата (от гръцки: πυραμίς) е сграда или съоръжение, чиято форма наподобява геометричното тяло пирамида – горните повърхности са до известна степен подобни на триъгълници и се събират в една точка. Основите на пирамидите могат да бъдат триъгълни, четириъгълни или многоъгълни, като най-често срещана е квадратната основа с четири триъгълни горни стени.
Когато по-голямата част от масата е концентрирана близо до основите, формата на пирамидите се доближава до идеалната форма на еднаква якост, т.е. напреженията от тежестта на конструкцията биха се разпределили равномерно в целия обем на конструкцията. Този факт дава възможност на много древни цивилизации да изграждат устойчиви монументални паметници без добро познаване на механиката.
В продължение на хиляди години най-големите строителни конструкции в света са пирамиди – първо Червената пирамида, а след това Хеопсовата пирамида, и двете в Египет. Хеопсовата пирамида е и единственото от Седемте чудеса на света, оцеляло до наши дни, а остава все още и най-високата пирамида в света. Пирамидата с най-голям обем е Голямата пирамида в Чолула в Мексико.

## Древни паметници

### Африка и Близкия изток

#### Месопотамия
Предполага се, че първите подобни на пирамиди съоръжения, са строени в Месопотамия. Те се наричат зикурати и изглежда са боядисвани с ярки бои. Тъй като са строени от кирпич, както много месопотамски паметници, днес са запазени малко останки от зикурати.

#### Египет
Най-известните пирамиди в света са тези, строени в Древен Египет – огромни съоръжения от тухли и камък, някои от които са сред най-големите конструкции в света. Строителството на пирамиди в Египет достига своя апогей около 2575 – 2150 година пр.н.е. Към 2008 година в Египет са известни 138 пирамиди. Египтяните покриват стените на пирамидите с полиран бял варовик, съдържащ голямо количество морски вкаменелости, но голяма част от това покритие е паднало или е използвано за строителството на нови сгради.
Хеопсовата пирамида е най-голямата в Египет и една от най-големите в света. Площта на основата ѝ е 52 600 m². До построяването на Кьолнската катедрала през 1311 година тя е най-високата конструкция в света. Хеопсовата пирамида е едно от Седемте чудеса на света и единственото от тях, оцеляло до наши дни.

#### Нубия
Въпреки че пирамидите обикновено се свързват с Египет, в Нубия, днес на територията на Судан, има 220 пирамиди, най-големият брой такива паметници в една държава. Те са концентрирани в три археологически обекта и са строени за гробници на владетелите и владетелките на Напата и Мерое. Макар и повлияни от египетските, нубийските пирамиди се отличават от тях. Те са значително по-малки и с по-стръмни стени. В Нубия пирамиди се строят до около 300 година.

#### Нигерия
Една от уникалните структури на културата игбо са пирамидите Нсуде в нигерийския град Нсуде, в северен Игболанд. Десет пирамидални структури са изградени от глина и кал. Първата базова част е с обиколка около 20 метра и височина 1 метър. Обиколката на следващото ниво е към 15 метра. Кръглите купчини продължават до върха. Структурите са били храмове на бог Ала, за когото се смята, че живее на върха; богът живее на пръчка в горната част. Конструкциите са положени на групи от по пет успоредни една на друга. Тъй като е построена от глина и кал, като Дефуфа в Нубия, конструкцията се разваля с времето и е имало периодични достроявания.

### Азия

#### Китай
В Китай има повече от 100 пирамиди. Всички китайски пирамиди служат за гробници. Първият император, който е погребан в пирамида, е първия император от династията Чин.

#### Индия
В Индия има много пирамиди от гранит, направени по време на Империята Чола, много от които са още в религиозна употреба. Примери за такива храмове пирамиди са Храмът на Брихадишвара в Танджавур, Храмът в Гангаиконда Чолапурам и Храмът на Айраватешвара в Дарасурам. Но най-голямата такава пирамида е в Шрирангам, Тамил Наду.

#### Индонезия
Освен менхир, каменни маси и каменни статуи, Австронезийската мегалитна култура в Индонезия също е оставила след себе си земни и каменни стъпаловидни пирамидни структури, наречени „пунден берундак“, открити в Панггуянган близо до Цисолок и в Ципари близо до Кунинган. Причините за изграждане на каменни пирамиди включват местните вярвания, че духовете на предците обитават планините и високите места.
Стъпаловидната пирамида е основният дизайн на будисткия паметник на Боробудур от VIII век в Централна Ява. Въпреки това, по-късните храмове в Ява са повлияни от индийската индуистка архитектура; това се вижда в извисяващите се кули на храма Прамбанан. В Ява през 15-ти век, през късния период на Маджапахит, се възраждат местните австронезийски елементи; това се вижда в храма Сукух, който донякъде наподобява мезоамериканската пирамида, както и стъпаловидни пирамиди на планината Пенангунган.

#### Източна Азия
В Източна Азия будистките ступи обикновено са били представяни като високи пагоди. Въпреки това, някои пирамидални ступи остават в ограничени области. Има теория, че тези пирамиди са вдъхновени от паметника на Боробудур чрез суматрански и явански монаси. Има подобен будистки паметник и във Вранг, Таджикистан. В света има поне девет будистки стъпаловидни пирамиди, четири в бившата провинция Кьонгсан в Корея, три в Япония, една в Индонезия (Боробудур) и една в Таджикистан.

### Мезоамерика
Народите на Мезоамерика са строили пирамидите си главно с религиозни цели. Мезоамериканските пирамиди – като правило са със стъпалообразна конструкция с храмове на върха, като не приличат на египетските пирамиди и приличат повече на зикуратите на Месопотамия. Най-голямата пирамида в централна Америка е най-голямата в света по обем. Пирамидите в Мексико се използвани основно за човешки жертвоприношения. Има данни, че през 1487 г., при повторното освещаване на Теночтитлан, за четири дни са принесени в жертва над 80 000 души. Една от вероятните причини според някои изследователи е екологичната катастрофа, довела до липсата на храна в региона.

#### Маи
Маите са започнали да строят церемониални сгради преди приблизително 3000 години. Много от тези пирамиди са свързани с определено майско божество. Маянските пирамиди имат много различни форми, в зависимост от периода им на строене и функцията им. Едни от най-известните пирамиди са: пирамидите при Алтун Ха, пирамидите при Каракол, Комалкалко, Копан, Чичен Ица – където е имало най-много пирамиди, Ел Мирадор, Ла Данта – което е и името на най-голямата маянска пирамида (храм), която е висока 79 метра и достига до 2 800 000 m3; също много известни са и пирамидите при Ел Тигре, Лос Монос, Паленке, Тикал и Уксмал. Най-големите пирамиди в Теночтитлан са пирамидите на слънцето и луната; Пирамидата на Слънцето е най-голямата пирамида в Америка след Великата Пирамида на Чоула. Пирамидата на Луната се намира на края на Улицата на Мъртвите.

#### Ацтеки
Ацтеките са народ с богата митология и културно наследство, доминирали централно Мексико от XIV до XVI век. Столицата им е Теночтитлан на брега на езерото Тескоко – днешния Мексико сити. Ацтекската архитектура е свързана с предходните култури в района, например културата Теотихуакан, чийто строителен стил наследяват. Едни от най-известните пирамиди, строени от ацтеките са: Великата Пирамида в Теночтитлан, висока 60 метра, пирамидите при Малиналко и тези при Темпло Майор.

### Северна Америка
Много общества в Северна Америка са строили големи подобни на пирамиди сгради, които приличали на могили. Най-известната такава сграда е тази при Монкс Маунд в Каокия, чиято основа е по-голяма от тази на Голямата пирамида в Гиза. Въпреки че функцията на тези конструкции още не е известна, археолозите смятат, че са играли важна роля в религиозните обичаи на местните народи.

### Европа

#### Испания
Пирамидите от Гуимар са пирамидални шестстъпално изпълнени структури, изградени от лава без използването на хоросан. Те са разположени в град Гуимар на остров Тенерифе на Канарските острови. Те са от 19 век и тяхната първоначална функция се предполага, че е за селскостопанска техника от времето на създаването им.
Традициите на местното население, както и оцелелите изображения показват, че подобни структури могат да бъдат намерени на много места на острова. С течение на времето облицовката им е свалена и използвана за строителен материал. В самия Гуимар е имало девет пирамиди, от които оцеляват само шест.
Много пирамиди били използвани при християнската архитектура по време на феодалната ера. Такава сграда е например катедралата Сан Салвадор в Овиедо, Испания.

#### Франция
През римския период са били построени много пирамиди във Франция, но единствената оцеляла до днес се намира във Фаликон на Френската Ривиера. Тя е построена над Пещерата на прилепите. Построена е от малки, неправилни по форма камъни, но е частично разрушена. Въпреки че много от горната част на пирамидата липсва, долната ѝ част е много добре запазена.
Точният произход и предназначение на пирамидата не са известни, но се предполага, че е била построена от римски легионери, изповядващи египетски религиозни култове.

#### Рим
Към края на I век пр.н.е. е била построена Пирамидата на Цестий, която е висока 27 метра, която съществува и до днес край Порта Сан Паоло на хълма Авентин. Друга пирамида на име Мета Ромули е била построена в Агер Ватиканус, но била унищожена през 15 век.

#### Гърция
Намерени са основи на пирамиди, които най-вероятно са били използвани като храмове.

## Съвременни пирамиди
Формата на пирамидата се използва в много съвременни сгради:
- Една от най-известните е стъклената пирамида във вътрешния двор на Лувъра, построена през 1980-те години
- В Сан Франциско има изграден небостъргач, който заради пирамидалната си форма се нарича Трансамиерика Пирамид

- Пирамида в Стокпорт, Великобритания
- Пирамида в Карлсруе, Германия
- Пирамида арена, Мемфис, Тенеси, САЩ
- Музей в Ханой, Виетнам, изпълнена като обърната пирамида.
- Пирамида Summum, Солт Лейк Сити, Юта, САЩ
- Площад Зафер в Бурса, Турция,
- Словашко радио и телевизия като обърната пирамида, Братислава, Словакия.
- Паметник на падналите в Казан. Казан, Русия.
- Комплекс в Казан, Русия
- Сграда в Бадан-Баден, Германия
- Спортен стадион в Лонг бийч, Калифорния, САЩ
- Хотел Луксор (хотел) в Лас Вегас, Невада, САЩ
- 3D кино IMAX в Ейлат, Израел
- Общинска сграда като обърната пирамида в Темпе, Аризона, САЩ
- Сграда за международни конференции Tokyo Big Sight в Токио, Япония, изпълнена с четири обърнати пирамиди